# Кононенко, Михаил Леонтьевич
Михаил Леонтьевич Кононенко — советский военный деятель, инженер-полковник, лауреат Сталинской премии.

## Биография
Родился 7 ноября 1907 года в Киеве.
Учился в Ленинградском политехническом институте до призыва в армию. (ЦГА СПб, ф. 3121, оп. 25 д. 13). В Рабоче-Крестьянской Красной Армии — с 1934 года.
Член ВКП(б)/КПСС.
Занимал ряд инженерных и командных должностей в Рабоче-Крестьянской Красной Армии.
Занимался инженерной работой во время Великой Отечественной войны: главный инженер завода № 45, директор завода № 500 Наркомата авиационной промышленности СССР. С 31 января 1952 года по 1954 год работал начальником ЦИАМ.
В отставке — с 1945 года.
За работу в области машиностроения был в составе коллектива удостоен Сталинской премии за выдающиеся изобретения и коренные усовершенствования методов производственной работы за 1952 год.
Умер до 1985 года.

## Награды
- орден Ленина (16.04.1944, 02.07.1945, …)
- орден Красного Знамени (26.10.1955)
- орден Кутузова II степени (16.09.1945)
- орден Красной Звезды (15.11.1950)